# White River Mess Hall and Dormitory
Pour les articles homonymes, voir White River.
Le White River Mess Hall and Dormitory est un bâtiment américain dans le comté de Pierce, dans l'État de Washington. Construit par le Civilian Conservation Corps dans le style rustique du National Park Service en 1933, il est protégé au sein du parc national du mont Rainier. Il est inscrit au Registre national des lieux historiques depuis le 13 mars 1991 et contribue par ailleurs au Mount Rainier National Historic Landmark District établi le 18 février 1997.